# Rede Integrada de Transporte
Le Réseau intégré de transport (RIT) est un système de transport public par bus fondé sur le concept de Bus Rapid Transit (BRT), créé à Curitiba dans les années 1970. Le RIT compte 81 kilomètres de couloirs de bus, généralement exploités par des voitures bi-articulées, qui relient les terminaux intégrés dans les différentes zones de la ville et transportent environ 2 millions de passagers quotidiennement. Le système est exploité par URBS (Urbanização de Curitiba S/A) et AMEP (Agência de Assuntos Metropolitanos do Paraná).
En sus de l'interconnexion par bus express, les terminaux sont équipés de bus de rabattement, qui constituent la branche secondaire de ce système et desservent les passagers des quartiers proches des terminaux. En outre, une autre catégorie de bus express (les « ligeirinhos ») assure l'échange rapide de passagers entre les terminaux, avec des itinéraires différents et peu d'arrêts intermédiaires.
La première ligne de BRT a été mise en service en 1974 et le système a été conçu non seulement pour transporter des personnes, mais aussi pour stimuler la croissance urbaine. Cependant, le succès du réseau et la croissance de la population ont augmenté la demande, de sorte que le RIT a commencé à montrer des signes de saturation ces dernières années.

Le système BRT a inspiré plusieurs villes à Curitiba et dans d'autres parties du pays. À l'échelle nationale, Rio de Janeiro, Belo Horizonte et Brasilia ont commencé à mettre en place des voies réservées aux bus. En 1998, Enrique Peñalosa, alors maire de Bogota, la capitale colombienne, a décidé de créer un système de BRT dans sa ville après avoir visité Curitiba. TransMilenio, le système de bus rapides de Bogota, dispose de véhicules rapides qui circulent sur des voies totalement réservées et transporte 1,7 million de personnes par jour. Le RIT de Curitiba a également été source d'inspiration pour plus de 80 pays dans le monde.

## Historique

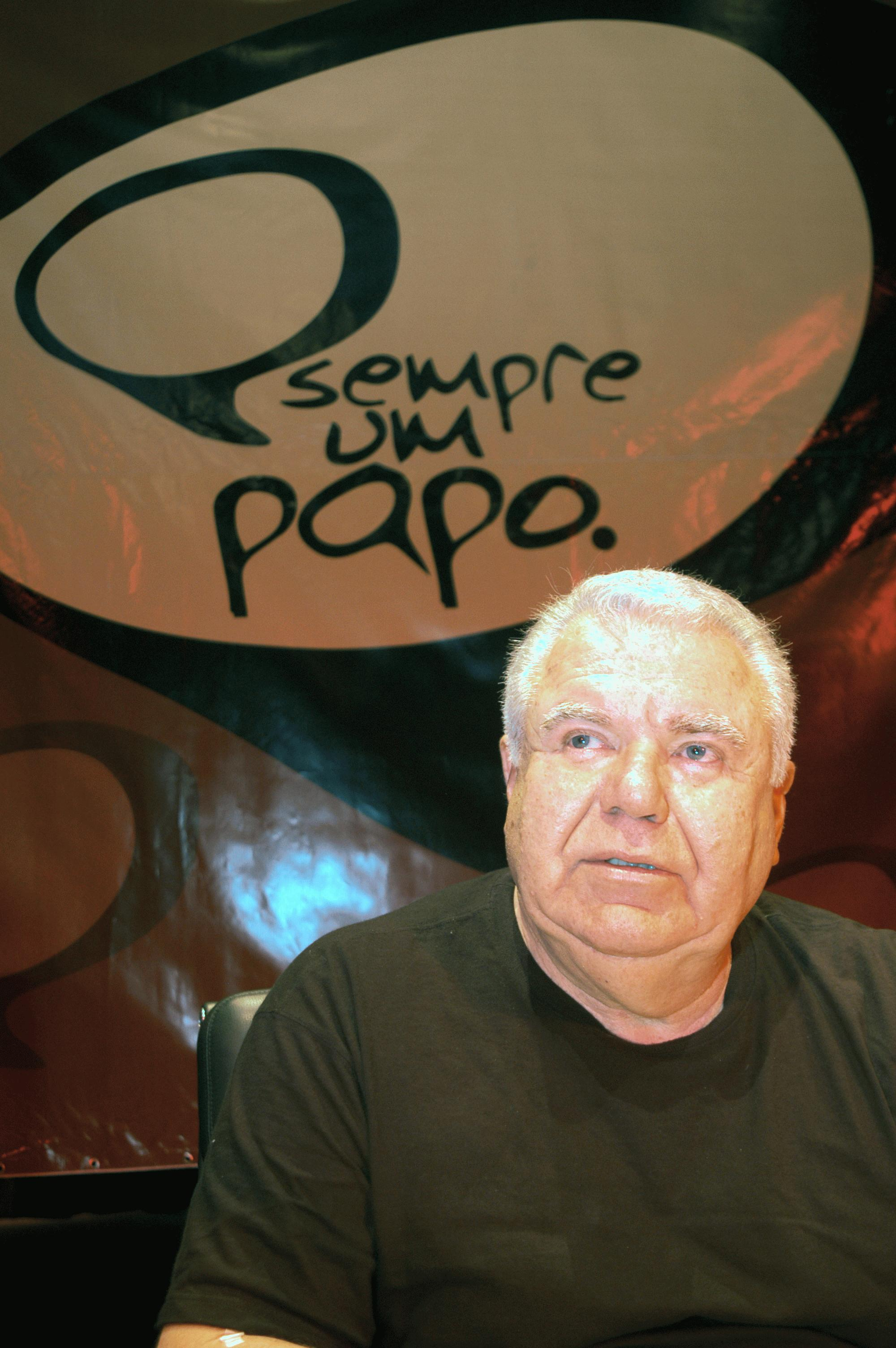
Jaime Lerner, architecte et designer (concepteur) du système de transport de Curitiba.

Jusqu'au milieu des années 1950, les transports publics de Curitiba étaient constitués d'autobus. Les chauffeurs de ces bus empruntaient les itinéraires les plus rentables. À l'époque, il y avait peu de lignes et pas d'horaires fixes, avec des bus bondés, ce qui générait d'énormes profits pour les propriétaires de bus. Sous l'administration du maire Ney Braga (pt), la population a fait pression sur le conseil municipal sur la question des transports, de sorte que l'administration municipale a décidé que les transports ne pouvaient être assurés que par des compagnies de bus. La ville a été divisée en secteurs et chaque entreprise s'est vu attribuer une « partie » de la ville pour exploiter les lignes de bus.
Le plan directeur de Curitiba a été adopté en 1966 et modifié en 1972 (loi n° 4199/72). Lerner a fermé la Rua XV de Novembro (en) aux véhicules parce qu'elle était très fréquentée par les piétons. Le plan prévoyait une nouvelle conception pour minimiser le trafic routier : le système de transport « trinaire ». Ce système utilise trois rues parallèles : dans la rue centrale, il y a une voie réservée aux bus et sur les bords, une voie lente qui profite aux commerces locaux. Sur les deux autres rues latérales, une voie rapide est aménagée dans des directions opposées : l'une vers le centre et l'autre vers les quartiers.
Dans les années 1970, le système d'autobus express a été créé, qui intégrait trois approches : les autobus circulaient sur les itinéraires prévus pour les transports publics dans le système trinaire, les modèles d'autobus étaient différents de ceux utilisés à l'époque et le système devait être régulier, avec un respect strict des horaires. En raison de frictions entre la municipalité et les entreprises de transport public, ce n'est qu'en 1974 que le système express a été inauguré.
Le 22 septembre 1974, le transport public en site propre, connu dans le monde entier sous le nom de « Bus Rapid Transit » (BRT), a été inauguré, faisant de Curitiba la pionnière de ce modèle de gestion des transports urbains. La présentation du BRT a eu lieu à la Praça Generoso Marques, avec l'une des vingt unités disponibles pour exploiter les deux axes de lignes de transport (nord et sud de Curitiba).
En 1979, il n'y avait toujours pas d'intégration tarifaire du RIT. Les habitants qui devaient se rendre au centre de Curitiba devaient prendre un bus de rabattement, puis un bus express au terminal, en payant un autre tarif. Les usagers préféraient utiliser les bus conventionnels qui allaient directement des quartiers au centre. C'est alors que l'Institut de planification urbaine et de recherche de Curitiba (IPPUC) a proposé des solutions.
Au début, les tickets étaient distribués par la mairie, de sorte que lorsque les passagers payaient pour un bus de rabattement, ils recevaient un ticket les exemptant de payer pour le bus express, et vice versa. Cela n'a duré que quelques semaines en raison de la prolifération des faux billets. Lors de la deuxième tentative, le tarif a été divisé, les gens payant à moitié pour le bus de rabattement et à moitié pour le bus express, mais il s'agissait d'une pratique injuste qui profitait à ceux qui vivaient près du centre et ne prenaient que le bus express, et la stratégie a été abandonnée. Lors de la troisième tentative, le bus de rabattement était gratuit et sans contrôleur, et il suffisait de payer pour le bus express. Comme plusieurs bus de rabattement s'arrêtent au terminal, il serait possible de prendre le bus à travers les quartiers voisins sans rien payer. « Retraités, enfants, amoureux ou délinquants prenaient les bus sans contrôleur, se rendaient au terminus, prenaient d'autres bus et remplissaient leurs journées du bonheur gratuit du tourisme de banlieue, des pique-niques et des beuveries en transit, des mendiants et des vendeurs à la sauvette installés à l'intérieur des bus » (DUDEQUE, 2010). La quatrième tentative a consisté à ceinturer les terminaux. Les passagers payaient pour un bus de rabattement et prenaient un autre bus au terminal clôturé. Toute personne entrant dans le terminal devait payer un ticket pour utiliser les transports publics. La ligne Interbairros ("interquartiers") a été créée à cette époque.
Dans les années 1990, la ligne directe, communément appelée "ligeirinho", et les estações tubo (en) sont apparues; en 1992 les trains bi-articulés rouges ont commencé à circuler avec une capacité de 220 passagers et en 1996 le réseau de transport de Curitiba a été intégré au réseau métropolitain appelé RIT-M.
En 2009, la Ligne verte a été créée et en 2011, le Ligeirão Azul a été présenté, la plus grande innovation depuis les bus bi-articulés. Il mesure 28 mètres de long et peut accueillir 250 passagers. Il est alimenté à 100 % par du biocarburant à base de soja et le Ligeirão Azul "bleu" déclenche les feux de signalisation par voie électronique.
En février 2015, des changements ont été apportés au réseau de transport intégré. Les bus des lignes Colombo/CIC, Barreirinha/São José dos Pinhais, Curitiba/Araucária et Curitiba/Campo Largo ont modifié leurs itinéraires et commencé à effectuer des trajets plus courts (cela s'est également produit pour la ligne Fazendinha/Tamandaré en mai de la même année),,. En conséquence, la mairie de Curitiba a créé deux lignes supplémentaires, CIC/Cabral et Barreirinha/Guadalupe. La billetterie électronique utilisant le Automated fare collection (en) a été abolie dans la région métropolitaine, qui a commencé à utiliser un système exclusif pour cela, la Metrocard. Cette décision est due à l'impasse entre la mairie de Curitiba et le gouvernement de Paraná, qui a réduit la subvention (de 7,5 millions de R$ à 2,3 millions de R$). Le coordinateur de la région métropolitaine a déclaré à l'époque que le coût était inférieur au montant transféré à l'URBS,.
Après les élections municipales de 2016, certaines de ces lignes ont recommencé à circuler, grâce à un accord qui a conduit à une augmentation de la subvention pour le transport intégré entre Curitiba et sa région métropolitaine. La première ligne à réapparaître dans l'intégration a été Colombo/CIC, en janvier 2017, et d'autres lignes ont repris leurs activités dans la foulée,. Bien que certaines nouvelles lignes aient également été créées (comme les lignes Roça Grande/Santa Cândida et Quatro Barras/Santa Cândida), le retour d'autres dans l'intégration est encore à l'étude,,.

En 2018, une autre ligne du Ligeirão a été créée et a été mise en service le 28 mars,. Il s'agit de la ligne Santa Cândida/Praça do Japão, qui suit le même itinéraire que l'Expresso Santa Cândida/Capão Raso, mais ne s'arrête qu'aux terminaux et gares centrales, afin de réduire les temps de trajet. Contrairement à l'axe sud (qui est coloré en bleu), cette nouvelle ligne a ses bus dans la couleur rouge traditionnelle. Quelques problèmes ont été constatés lors de son premier jour d'exploitation qui, étant donné qu'elle est encore à ses débuts, devront être améliorés.
En 2024, la ligne a été prolongée jusqu'au terminal de Pinheirinho et rebaptisée Ligeirão Norte/Sul.

## Itinéraires
- Express

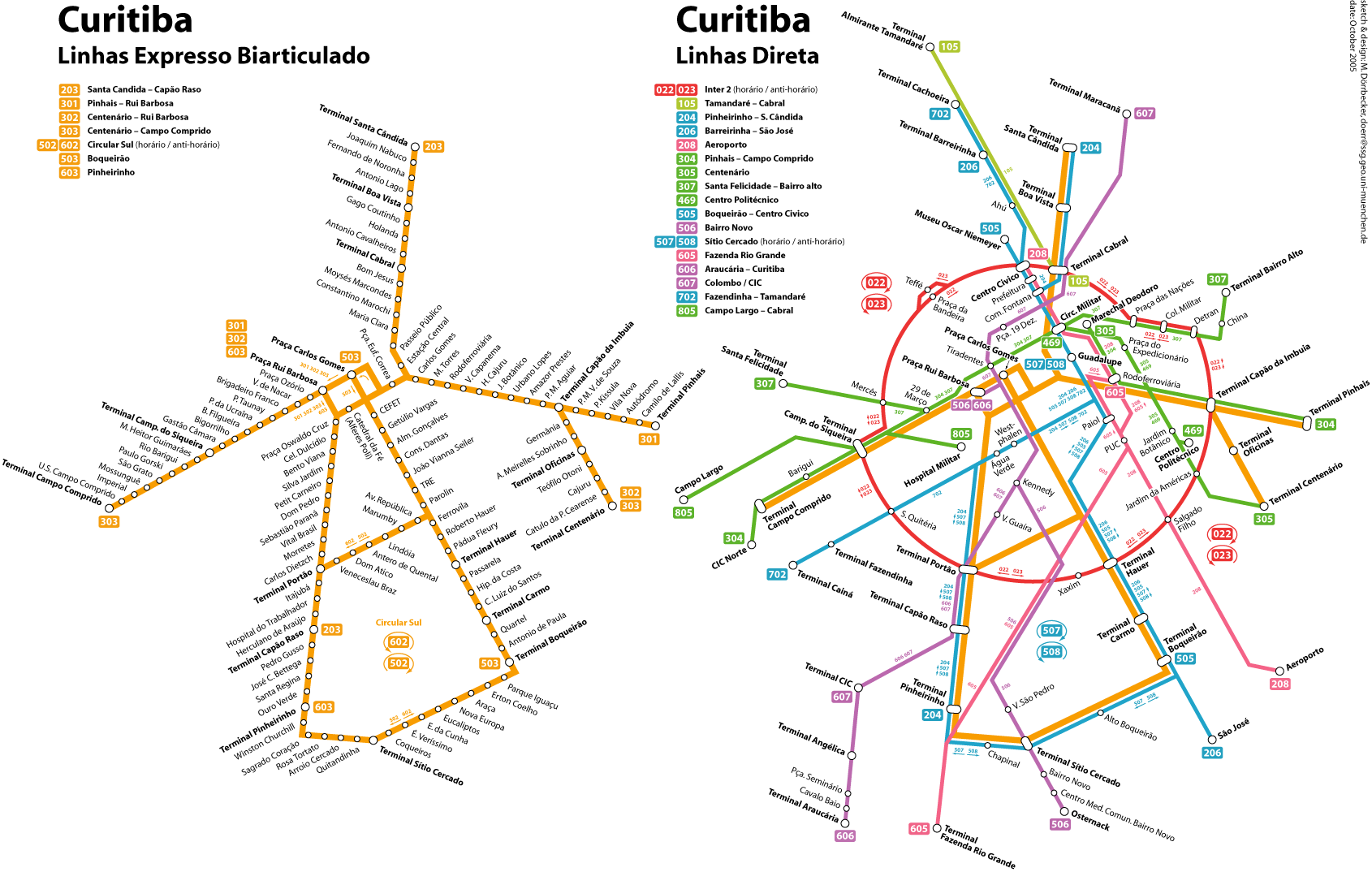
Curitiba présente un Rede Integrada de Transporte composé de lignes radiales et circulaires qui se croisent.

Il s'agit de grands bus de grande capacité qui disposent de voies de circulation exclusives et qui s'étendent radialement à partir du centre de la ville dans 5 directions. Ils sont considérés comme un « métro de surface » en raison de leur vitesse, de leur capacité et de la fréquence de leurs services. Ils sont de couleur rouge vif et fonctionnent avec des stations de forme tubulaire. Les passagers paient pour entrer dans les stations. Cela permet un embarquement et un débarquement très rapides.
- Ligeirão

Ils effectuent les mêmes trajets que l'« Expresso Biarticulado », mais il y a moins d'arrêts de bus que l'Express, ce qui rend le trajet en bus encore plus rapide.
- Interbairro (Interquartiers)

Ce sont des bus verts qui circulent en dehors du centre-ville. Les lignes 1 et 2 font le tour du centre-ville, la seconde ayant un plus grand rayon d'action. Les lignes 3 à 6 sont des liaisons importantes entre certains quartiers.
- Lignes directes (Linha Direta)

communément appelés « ônibus ligeirinho », ce sont des bus argentés conçus pour être les liaisons les plus rapides entre deux points. Ils couvrent de grandes distances avec peu d'arrêts. Ils sont reliés aux stations de métro.
- Bus de rabattement

Il s'agit de lignes de bus locales, peintes en orange. Elles relient toutes un terminal de passagers à un quartier et alimentent en passagers les bus express et les autres lignes du RIT. De grandes fenêtres permettent de mieux voir.
- Circular Centro

Ces petits bus blancs sont conçus pour faire le tour du centre-ville et sont utilisés par les piétons comme un moyen rapide de se rendre de l'autre côté de la zone.
- Lignes régulières

Ces bus de couleur jaune circulent de manière radiale à partir du centre-ville.
- Interhôpitaux (Interhospitais)

Ces bus blancs font le tour de la ville et relient les principaux hôpitaux de la ville
- Ligne touristique (Linha Turismo)

Ces bus colorés se concentrent sur les attractions de la ville.

## Centres de transit
Curitiba compte vint-et-un centres de transit, où il est possible de passer d'une ligne à l'autre gratuitement. La plupart d'entre eux sont reliés par des voies de bus et offrent aux usagers une grande flexibilité.
- Bairro Alto
- Barreirinha
- Boa Vista
- Boqueirão
- Cabral
- Caiuá
- Campina do Siqueira
- Campo Comprido
- Capão da Imbuia
- Capão Raso
- Carmo
- Centenário
- CIC
- Fazendinha
- Hauer
- Pinheirinho
- Portão
- Santa Cândida
- Santa Felicidade
- Sítio Cercado
- Vila Oficinas